# Hurricane Eyes
Hurricane Eyes è il settimo album del gruppo giapponese Loudness, pubblicato nel 1987 per l'etichetta discografica Atco Records.

## Il disco
Analogamente a quanto accaduto con Disillusion tre anni prima, anche Hurricane Eyes (registrato tra il Giappone e gli Stati Uniti) fu pubblicato in due versioni diverse: la prima destinata al mercato interno con i testi cantati in lingua giapponese, la seconda destinata al mercato internazionale con i testi registrati in inglese e con la lista delle tracce differente.
Il disco, prodotto da Eddie Kramer (già produttore di numerosi album dei Kiss e di Ace Frehley, quest'ultimo presente nel disco assieme al compagno di gruppo Tod Howarth come corista), segue lo stile musicale dei due precedenti, più melodico rispetto ai lavori degli esordi, arricchito però in questo caso dalle tastiere (suonate da Gregg Giuffria), in evidenza in brani come This Lonely Heart e Rock'n Roll Gipsy.
L'album contiene inoltre una cover riarrangiata del brano pubblicato nell'album Disillusion Ares' Lament, intitolata So Lonely.

## Tracce
Tutti i brani sono stati composti da Minoru Niihara (testi) e Akira Takasaki (musiche).

### Versione giapponese
1. Strike of the Sword - 3:53
2. So Lonely - 4:40
3. This Lonely Heart - 4:05
4. Hungry Hunter - 4:09
5. In this World Beyond - 4:28
6. Take Me Home - 3:19
7. Rock N' Roll Gypsy - 4:36
8. In My Dreams - 4:35
9. Rock this Way - 4:09
10. S. D. I. - 4:17

### Versione internazionale
1. S. D. I. - 4:17
2. This Lonely Heart - 4:05
3. Rock N' Roll Gypsy - 4:36
4. In My Dreams - 4:35
5. Take Me Home - 3:19
6. Strike of the Sword - 3:53
7. Rock this Way - 4:09
8. In this World Beyond - 4:28
9. Hungry Hunter - 4:09
10. So Lonely - 4:40

## Formazione

### Gruppo
- Minoru Niihara - voce
- Akira Takasaki - chitarra
- Masayoshi Yamashita - basso
- Munetaka Higuchi - batteria

### Altri musicisti
- Ace Frehley - cori
- Tod Howarth - cori
- David Glen Eisley - cori
- Steve Johnsted - cori
- Gregg Giuffria - tastiere